# 시즈마촌
시즈마촌(静間村)은 일본 시마네현 니마군에 설치되었던 촌이다. 현재의 오다시의 일부에 해당한다.

## 참고문헌
- 角川日本地名大辞典 32 島根県
- 『市町村名変遷辞典』東京堂出版、1990年。